# Douane

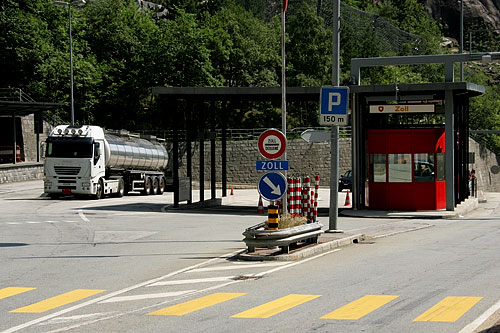
Douane op de grens van Italië en Zwitserland

Stopteken zoals dat kan worden gegeven door een douanebeambte, tevens aanduiding dat men een grensovergang nadert. Het opschrift is in de twee talen die aan weerszijden van de grens worden gesproken. In landen waar binnenlands verkeer gereguleerd is (o.a. Syrië), kan men dit bord ook elders aantreffen.

De douane is een overheidsdienst belast met de inning van de rechten bij invoer (invoerrechten, btw bij invoer, anti-dumpingsrechten en  de handhaving van de douanewetgeving in een land). Te denken valt hierbij aan het bestrijden van smokkel.
De taken en bevoegdheden van een douanedienst zijn verschillend per land. In sommige landen heeft de douane ook de grensbewaking tot taak of heeft de douane politiebevoegdheden. In andere landen is het een gespecialiseerd onderdeel van de belastingdienst en houdt zij zich enkel bezig met economische delicten en het innen van verschuldigde rechten, accijnzen en belastingen.
Voor de algemene situatie binnen het Douanegebied van de Unie en de Europese Vrijhandelsassociatie, zie het artikel douanetoezicht.

## Douanediensten in verschillende landen
België
de Algemene Administratie Douane en Accijnzen van de Federale Overheidsdienst Financiën.
Duitsland
de Bundeszollverwaltung.
Italië
het Agenzia delle Dogane e dei Monopoli, bij de handhaving in samenwerking met de Guardia di Finanza, een gespecialiseerde fiscale en economische politiedienst, die ook de grensbewaking verzorgt.
Nederland
de Douane, een onderdeel van het ministerie van Financiën.
Suriname
de Douane, een onderdeel van de Belastingdienst.
Verenigd Koninkrijk
HM Revenue and Customs, een overheidsdienst die verantwoordelijk is voor de inning van alle soorten niet-lokale belastingen.
Verenigde Staten
U.S. Customs and Border Protection, een onderdeel van het Department of Homeland Security.